# Janetschekia
Janetschekia är ett släkte av spindlar. Janetschekia ingår i familjen täckvävarspindlar.
Kladogram enligt Catalogue of Life:
| Janetschekia | \| \| Janetschekia monodon \| \| \| \| \| \| Janetschekia necessaria \| \| \| \| |
|              | \| \| Janetschekia monodon \| \| \| \| \| \| Janetschekia necessaria \| \| \| \| |
|              | Janetschekia monodon                                                             |
|              |                                                                                  |
|              | Janetschekia necessaria                                                          |
|              |                                                                                  |